# Cyrtopogon
Cyrtopogon is een vliegengeslacht uit de familie van de roofvliegen (Asilidae).

## Soorten
- C. ablautoides Melander, 1923
- C. albibarbatus Lehr, 1998
- C. albifacies Johnson, 1942
- C. albifrons Wilcox & Martin, 1936
- C. albovarians Curran, 1924
- C. aldrichi Wilcox & Martin, 1936
- C. alleni Back, 1909
- C. annulatus Hermann, 1906
- C. anomalus Cole in Cole & Lovett, 1919
- C. auratus Cole in Cole & Lovett, 1919
- C. aurifex Osten-Sacken, 1877
- C. auripilosus Wilcox & Martin, 1936
- C. banksi Wilcox & Martin, 1936
- C. basingeri Wilcox & Martin, 1936
- C. beameri Wilcox & Martin, 1936
- C. bigelowi Curran, 1924
- C. bimacula (Walker, 1851)
- C. bimaculus (Walker, 1851)
- C. caesius Melander, 1923
- C. callipedilus Loew, 1874
- C. centralis Loew, 1871
- C. culminum Bigot, 1885
- C. curtipennis Wilcox & Martin, 1936
- C. curtistylus Curran, 1923
- C. cymbalista Osten-Sacken, 1877
- C. chagnoni Curran, 1939
- C. chinensis Engel, 1934
- C. dasyllis Williston, 1893
- C. dasylloides Williston, 1883
- C. distinctitarsus Adisoemarto, 1967
- C. dubius Williston, 1883
- C. evidens Osten-Sacken, 1877
- C. falto (Walker, 1849)
- C. flavimanus Meigen, 1820
- C. fulvicornis (Macquart, 1834)
- C. fumipennis Wilcox & Martin, 1936
- C. glarealis Melander, 1923
- C. gobiensis Lehr, 1998
- C. gorodkovi Lehr, 1966
- C. grunini Lehr, 1998
- C. idahoensis Wilcox & Martin, 1936
- C. infuscatus Cole in Cole & Lovett, 1919
- C. inversus Curran, 1923
- C. jakutensis Lehr, 1998
- C. jemezi Wilcox & Martin, 1936
- C. khasiensis Bromley, 1935
- C. kirilli Lehr, 1977
- C. kovalevi Lehr, 1998
- C. kozlovi Lehr, 1998
- C. kushka Lehr, 1998
- C. laphrides Walker, 1851
- C. laphriformis Curran, 1923
- C. lapponicus (Zetterstedt, 1838)
- C. lateralis (Fallén, 1814)
- C. laxenecera Bromley, 1935
- C. leleji Lehr, 1998
- C. leptotarsus Curran, 1923
- C. leucozona Loew, 1874
- C. lineotarsus Curran, 1923
- C. longimanus Loew, 1874
- C. lutatius (Walker, 1849)
- C. luteicornis (Zetterstadt, 1842)
- C. lyratus Osten-Sacken, 1878

- C. maculipennis (Macquart, 1834)
- C. malistus Richter, 1974
- C. marginalis Loew, 1866
- C. meyerduerii Mik, 1864
- C. michnoi Lehr, 1998
- C. montanus Loew, 1874
- C. nitidus Cole, 1924
- C. nugator Osten-Sacken, 1877
- C. oasis Lehr, 1998
- C. ornatus Oldroyd, 1964
- C. pamirensis Lehr, 1998
- C. pedemontanus (Bezzi, 1927)
- C. perrisi Séguy, 1927
- C. perspicax Cole in Cole & Lovett, 1919
- C. pictipennis Coquillett, 1899
- C. planitarsus Wilcox & Martin, 1936
- C. platycauda Curran, 1924
- C. platycaudus Curran, 1924
- C. platycerus Villeneuve, 1913
- C. plausor Osten-Sacken, 1877
- C. popovi Lehr, 1966
- C. praepes Williston, 1883
- C. predator Curran, 1923
- C. princeps Osten-Sacken, 1877
- C. profusus Osten-Sacken, 1877
- C. pulcher Back, 1909
- C. pulchripes Loew, 1871
- C. pyrenaeus Villeneuve, 1913
- C. quadripunctatus Hermann, 1906
- C. rainieri Wilcox & Martin, 1936
- C. rattus Osten-Sacken, 1877
- C. rejectus Osten-Sacken, 1877
- C. robustisetus Lehr, 1998
- C. ruficornis (Fabricius, 1794)
- C. rufitibialis Bigot, 1878
- C. rufotarsus Back, 1909
- C. sabroskyi Lavigne & Bullington, 1981
- C. sansoni Curran, 1923
- C. saxicola Lehr, 1998
- C. semitarius Melander, 1923
- C. skopini Lehr, 1998
- C. stenofrons Wilcox & Martin, 1936
- C. sudator Osten-Sacken, 1877
- C. svaneticus Lehr, 1998
- C. swezeyi Wilcox & Martin, 1936
- C. tarbagataicus Lehr, 1998
- C. tenuibarbus Loew in Rosenhauer, 1856
- C. tenuis Bromley, 1924
- C. thompsoni Cole in Cole & Lovett, 1919
- C. tibialis Coquillett, 1904
- C. transiliensis Lehr, 1998
- C. turgenicus Lehr, 1998
- C. vanduzeei Wilcox & Martin, 1936
- C. vandykei Wilcox & Martin, 1936
- C. varans Curran, 1923
- C. villosus Lehr, 1998
- C. vulneratus Melander, 1923
- C. willistoni Curran, 1923